# よしもとオンライン大阪 よしもと○○同好会
『よしもとオンライン大阪 よしもと○○同好会』（よしもとオンラインおおさか よしもとほにゃららどうこうかい）は、MBSラジオとYahoo!バラエティ内のよしもとオンラインで同時生放送されていた深夜番組である。吉本興業所属のタレント勢が日替わりでパーソナリティを務めていた。

## 概要
- 2009年4月14日放送開始。放送時間は毎週火曜日 - 土曜日（月 - 金曜深夜）の1時00分から2時00分。MBSラジオにおいては春の改編の第2週目からの放送となったため、この時間は同じく新番組である『MBSうたぐみ Smile×Songs』が2時00分まで延長されての放送となった。
- MBSラジオでは音声だけだったが、Yahoo!バラエティ内では動画配信も行われていた。
- MBSラジオのスタジオから生放送し、MBSラジオのメールアドレスからも番組に投稿できる。ただし、2009年5月までは、MBSラジオの公式サイト内に番組紹介のページも無く、メールアドレス一覧にも表記されていなかった。
- 出題されるお題に対し、Yahoo!バラエティ内のお笑いスタジアム（通称、「ワラスタ」）を使っての投稿も可能（Yahoo!JapanのIDが必要）。
- 番組タイトル内の「○○」は、「ほにゃらら」と表現されている。
- 2009年4月18日土曜日（金曜深夜）は、初回にもかかわらずサバンナではなく、シャンプーハットが担当。
- スポンサーの京楽産業.がパチンコメーカーであるため、「確変タイム」と呼ばれる時間帯が設定されている。確変タイムは突然始まり、突然終了するが、その間に読まれたメール・ワラスタ投稿者は番組特製グッズが貰えた。
- 2009年から2010年にかけての年末年始は通常の放送はなく、以下の番組を放送した。
  - 2009年12月30日水曜日（火曜深夜）・しゃべり倒すラジオ「ジャルモン」 - 出演はモンスターエンジン、ジャルジャル。
  - 2009年12月31日木曜日（水曜深夜）・「アコギなやつら」 - 出演はフットボールアワー後藤輝基、ヤナギブソン、かまいたち濱家、もらいなき白井大助。
  - 2010年1月2日土曜日（金曜深夜）・しゃべり倒すラジオ「スマしゃり」 - 出演はスマイル、銀シャリ。

## 出演者

### レギュラー出演
- 火曜日（月曜深夜）
  - ダイアン
  - 森はるか: 2009年10月6日 - 10月27日
  - 前田栄子（元SKE48, SDN48へ移籍）: 2009年11月3日 - 12月1日
  - 阪本智子: 2009年12月8日 - 12月22日
  - 小野晴香（SKE48）: 2010年1月12日 - 1月26日
  - 古川愛李（同上）: 2010年2月2日 -
- 水曜日（火曜深夜） 中山功太・アジアン
- 木曜日（水曜深夜） バッファロー吾郎
- 金曜日（木曜深夜） モンスターエンジン
- 土曜日（金曜深夜） サバンナ・諭吉

### 代役レギュラー
- シャンプーハット
  - 初回2009年4月18日、5月16日など、土曜日（金曜深夜）のサバンナが出演不可の時の代役を何度も務めていた。また、7月25日、8月29日、10月31日、11月21日、12月19日、2010年1月23日、2月27日にはサバンナとシャンプーハットの両方が出演。
- スマイル
  - 2009年8月26日水曜日（火曜深夜）。アジアンの代役。ちなみにこの日、中山功太はいつもどおり出演。
- 銀シャリ
  - 2009年10月28日水曜日（火曜深夜）。アジアンの代役。ちなみにこの日も、中山功太はいつもどおり出演。

## 主なコーナー

### 火曜日（月曜深夜）
- 西澤のこれちょっとおかしない？
- 男厨・深夜食同好会
- どっぷり同好会
- すんご〜いのコーナー
- トーク同好会
- 言いそう！のコーナー
- ダイアンのダイア

### 水曜日（火曜深夜）
- 私だけのごちそう同好会
- ピンある選手権
- 未開封姉さんの恋愛相談室

### 木曜日（水曜深夜）
- パチンコ同好会
- 木村のお取り寄せ同好会
- ダイナマイト関西オンライン
- お〜い玉
- 黒板＆ポップ同好会

### 金曜日（木曜深夜）
- ハイテク同好会
- 知らんがな!お悩み相談室
- 名言・格言同好会
- なんでも大使同好会

### 土曜日（金曜深夜）
- 明るい世の中同好会
- FM同好会
- おもしろスタジオジャパン